# Domenico Saverni
Domenico Saverni (Palermo, 6 novembre 1958) è uno sceneggiatore e regista italiano.

## Biografia
Domenico Saverni nasce a Palermo nel 1958; si trasferisce dodicenne a Roma, dove studia e lavora per il cinema. Negli anni ottanta diventa assistente di Mario Monicelli e Tinto Brass. Per la trasmissione di RaiUno Passione mia realizza nel 1985, come co-sceneggiatore e co-regista, il suo primo cortometraggio: Il turista. Dal 1986 ha cominciato a scrivere sceneggiature per film comici, molti diretti da Neri Parenti, iniziando con Superfantozzi, insieme a Leonardo Benvenuti, Piero De Bernardi e Alessandro Bencivenni.
Ha curato la regia dell'ultimo film della serie del personaggio Ugo Fantozzi: Fantozzi 2000 - La clonazione (1999), dove compare nel ruolo dell'agente di polizia Di Giovanni. Dal 1999 crea il personaggio, il soggetto di serie e le sceneggiature per Don Matteo, la fiction di successo prodotta dalla Lux Vide in collaborazione con Rai Fiction. Nel ciclo dei cinepanettoni, Saverni ha collaborato con Fausto Brizzi e Martani prima e poi con Paolo Logli e Alessandro Pondi. L'ultimo film del ciclo da lui sceneggiato è Natale da chef (2017).
Domenico Saverni ha inoltre scritto soggetti per alcune serie televisive andate in onda negli anni novanta, dirigendone qualche volta alcuni episodi. Realizza anche dei varietà televisivi. Scrive, dirige e interpreta spettacoli di cabaret.

## Filmografia parziale

### Sceneggiatore
- Il turista, regia di Domenico Saverni, A. Bencivenni e N. Nigro - cortometraggio (1985)
- Superfantozzi, regia di Neri Parenti (1986)
- Com'è dura l'avventura, regia di Flavio Mogherini (1987)
- Fantozzi va in pensione, regia di Neri Parenti (1988)
- Ho vinto la lotteria di capodanno, regia di Neri Parenti (1989)
- Classe di ferro, regia di Bruno Corbucci - serie TV (1989)
- Fantozzi alla riscossa, regia di Neri Parenti (1990)
- Le comiche, regia di Neri Parenti (1990)
- Le comiche 2, regia di Neri Parenti (1991)
- Io speriamo che me la cavo, regia di Lina Wertmüller (1992)
- Ricky & Barabba, regia di Christian De Sica (1992)
- Fantozzi in paradiso, regia di Neri Parenti (1993)
- Le nuove comiche, regia di Neri Parenti (1994)
- Ci vediamo in tribunale, regia di Domenico Saverni (1996)
- Fantozzi - Il ritorno, regia di Neri Parenti (1996)
- Dio vede e provvede 2, regia di Enrico Oldoini e Paolo Costella - serie TV (1997)
- Fantozzi 2000 - La clonazione, regia di Domenico Saverni (1999)
- Don Matteo, registi vari - serie TV (2000-2004)
- Le rose del deserto, regia di Mario Monicelli (2006)
- Guinea Pig, regia di Antonello De Leo (2006) - cortometraggio
- Natale a New York, regia di Neri Parenti (2006)
- Natale in crociera, regia di Neri Parenti (2007)
- Natale a Rio, regia di Neri Parenti (2008)
- Natale a Beverly Hills, regia di Neri Parenti (2009)
- Natale in Sudafrica, regia di Neri Parenti (2010)
- Un Natale per due, regia di Giambattista Avellino (2011) - film TV
- Colpi di fulmine, regia di Neri Parenti (2012)
- Colpi di fortuna, regia di Neri Parenti (2013)
- Un Natale stupefacente, regia di Volfango De Biasi (2014)
- Vacanze ai Caraibi, regia di Neri Parenti (2015)
- Natale da chef, regia di Neri Parenti (2017)

### Regista
- Ci vediamo in tribunale (1996)
- Fantozzi 2000 - La clonazione (1999)